# Nightdive Studios
Nightdive Studios – amerykański producent i wydawca gier komputerowych z siedzibą Vancouverze. Studio zajmuje się głównie odświeżaniem starszych gier. Do tej pory deweloper opracował remastery i porty takich tytułów jak m.in. Strife, Turok: Dinosaur Hunter, Doom, Quake czy Star Wars: Dark Forces, a oprócz tego stworzył produkcję System Shock (2023) będącą remakiem gry z 1994 pod tym samym tytułem.

## Wybrane gry Nightdive Studios[3]
| Rok  | Tytuł                                     | Oryginalny deweloper                                                  |
| ---- | ----------------------------------------- | --------------------------------------------------------------------- |
| 2014 | Strife: Veteran Edition                   | Rogue Entertainment                                                   |
| 2015 | System Shock: Enhanced Edition            | Looking Glass Studios                                                 |
| 2015 | Turok: Dinosaur Hunter                    | Iguana Entertainment                                                  |
| 2017 | Turok 2: Seeds of Evil                    | Iguana Entertainment                                                  |
| 2018 | Blood: Fresh Supply                       | Monolith Productions                                                  |
| 2021 | Quake                                     | id Software                                                           |
| 2022 | Blade Runner: Enhanced Edition            | Westwood Studios                                                      |
| 2023 | System Shock                              | Nightdive Studios (remake gry stworzonej przez Looking Glass Studios) |
| 2024 | Star Wars: Dark Forces Remaster           | LucasArts                                                             |
| 2024 | Doom + Doom II                            | id Software                                                           |
| 2024 | The Thing: Remastered                     | Computer Artworks                                                     |
| 2025 | System Shock 2: 25th Anniversary Remaster | Irrational Games                                                      |
| TBA  | SiN Reloaded                              | Ritual Entertainment                                                  |